# Unlikely (Acoustic)
Unlikely (Acoustic) é um EP da banda de rock brasileira Far From Alaska, lançado em 15 de março de 2019. O EP contém regravações acústicas de quatro faixas do álbum mais recente deles, Unlikely, e uma de seu antecessor, modeHuman.

## Faixas
| N.º            | Título         | Duração |  |
| 1.             | "Elephant"     | 4:06    |  |
| 2.             | "Bear"         | 3:19    |  |
| 3.             | "Pig"          | 3:47    |  |
| 4.             | "Cobra"        | 2:40    |  |
| 5.             | "Deadmen"      | 3:00    |  |
| Duração total: | Duração total: | 16:52   |  |

## Créditos
- Emmily Barreto (M-ly) - vocal
- Cris Botarelli (Xris) - vocal, violão, lap steel, bateria eletrônica
- Rafael Brasil (Ra.ffa) - violão
- Lauro Kirsch (Lyron)